# طوابع رئاسية

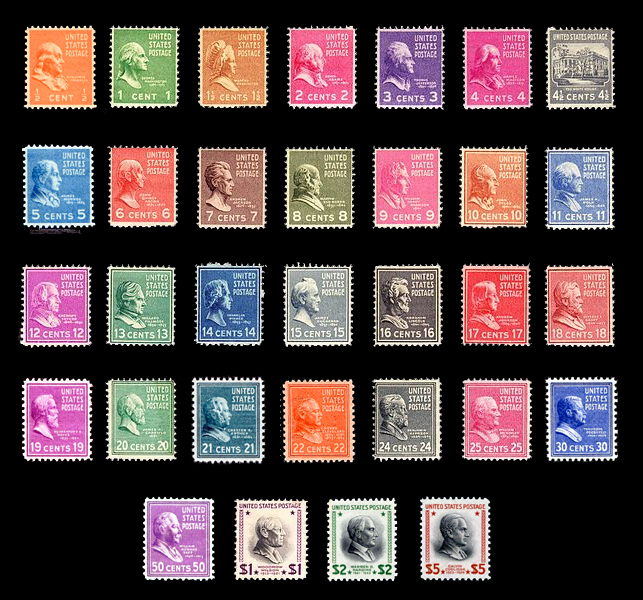
- العدد الرئاسي لعام 1938 -

الطوابع الرئاسية، المعروف بـ Prexies من قبل هواة جمع الطوابع، هي سلسلة من الطوابع البريدية النهائية الصادرة في الولايات المتحدة في عام 1938، والتي تضم جميع رؤساء الولايات المتحدة التسعة والعشرين الذين كانوا في مناصبهم بين عامي 1789 و1928، من جورج واشنطن إلى كالفين كوليدج. يظهر الرؤساء على شكل تماثيل نصفية صغيرة مطبوعة بتصميمات ذات ألوان ثابتة حتى 50 سنتًا، ثم كصور سوداء على صور بيضاء محاطة بحروف ملونة وزخارف بقيمة 1 دولار و2 دولار و5 دولارات. تقدم الطوابع الإضافية بفئات السنت الكسرية تماثيل نصفية لبنجامين فرانكلين ومارثا واشنطن، بالإضافة إلى نقش للبيت الأبيض، بإجمالي 32 طابعًا، كانت هذه أكبر سلسلة نهائية يصدرها مكتب البريد الأمريكي حتى الآن.
في عام 1933، عزز الرئيس فرانكلين روزفلت، وهو جامع طوابع، فكرة مجموعة من الطوابع تكريمًا لجميع رؤساء الولايات المتحدة السابقين المتوفين. أقيمت مسابقة وطنية في عام 1937 لاختيار مصمم للطابع الأول من السلسلة، وهو إصدار جورج واشنطن بقيمة سنت واحد. تم تقديم أكثر من ألف ومئة مشاركة، بعضها من فنانين مشهورين. فازت بالمسابقة فنانة من نيويورك، إيلين رولينسون. أظهرت تصميمها للطابع الذي تبلغ قيمته سنتًا واحدًا واشنطن بشكل جانبي، على غرار تمثال نصفي للنحات الشهير جان أنطوان هودون، وأصبح نموذجًا للسلسلة النهائية الجديدة الصادرة في عام 1938.
|  |  |  |  |

## مسابقة التصميم
في 22 يونيو 1937، أعلنت وزارة الخزانة عن مسابقة تصميم وطنية لسلسلة منتظمة جديدة من الطوابع البريدية، مع الموعد النهائي لتقديمها في 15 سبتمبر 1937، حيث تقدم جوائز بقيمة 500 دولار و300 دولار و200 دولار لأفضل ثلاثة مشاركين. وضمت لجنة التحكيم متخصصين في هواة جمع الطوابع وخبراء في الفن. ومن بين هؤلاء ذهبت الجائزة الأولى إلى إيلين رولينسون من مدينة نيويورك، والثانية إلى تشارلز باور من ويست أورانج، نيو جيرسي، والثالثة إلى إدوين هويت أوستن من ديلمار، نيويورك. قدم بعض المشاركين تصميمات متعددة، من بينهم جي إس ستيفنسون، موظف في شركة الأوراق النقدية الأمريكية (تصميمان) وتوماس إف موريس الابن، نجل الرئيس الأول لقسم النقش في مكتب النقش والطباعة (أربعة تصميمات).

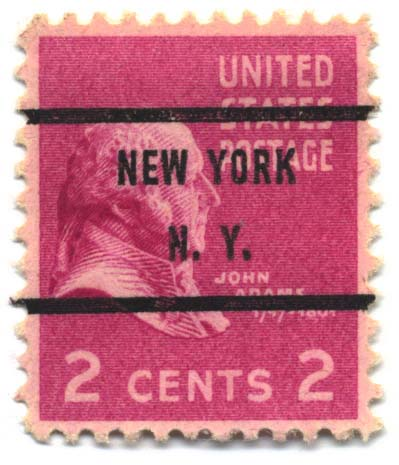
ختم مع إلغاء مسبق

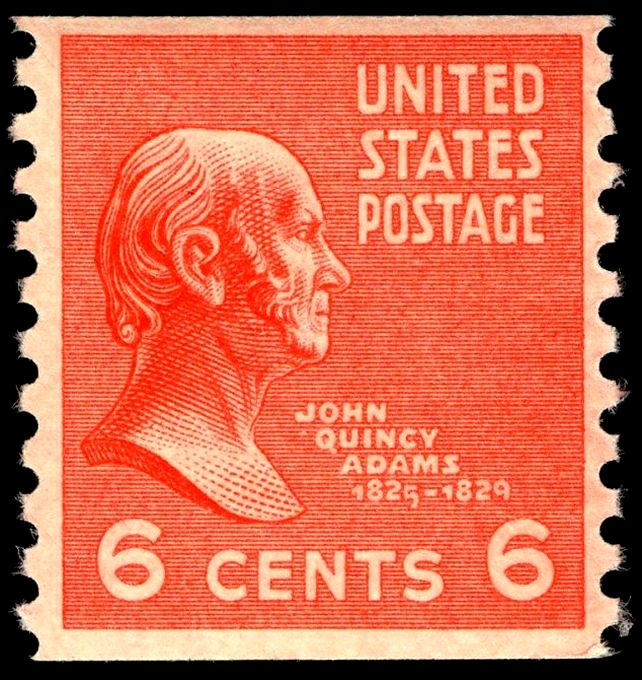
جون كوينسي آدمز

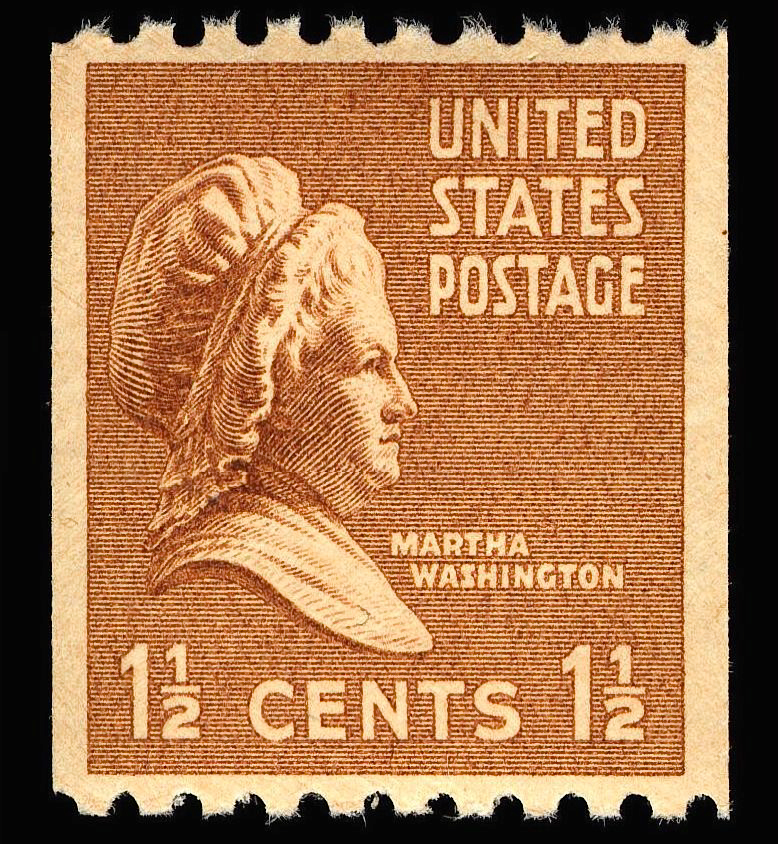
مارثا واشنطن

## مواعيد الإصدار ورقم كتالوج سكوت

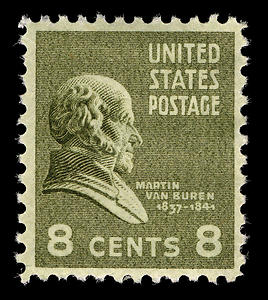
مارتن فان بورين، 8 سنتات

- سكوت 803 - و1⁄2 بنجامين فرانكلين – 19 مايو
- سكوت 804 - جورج واشنطن 1 - 25 أبريل
- سكوت 805 – و11⁄2 ¢ مارثا واشنطن – 5 مايو
- سكوت 806 – 2 سنت جون آدامز – 3 يونيو (أول ظهور على طابع أمريكي)
- سكوت 807 – 3 ™ توماس جيفرسون – 16 يونيو
- سكوت 808 – جيمس ماديسون 4 ™ – 1 يوليو
- سكوت 809 – ال41⁄2 ¢ البيت الأبيض – 11 يوليو
- سكوت 810 – جيمس مونرو 5 سنت – 21 يوليو
- سكوت 811 – جون كوينسي آدامز 6 سنت – 28 يوليو (أول ظهور على طابع أمريكي)
- سكوت 812 – 7 ™ أندرو جاكسون – 4 أغسطس

- سكوت 813 – مارتن فان بورين 8 سنت – 11 أغسطس (أول ظهور على طابع أمريكي)
- سكوت 814 – ويليام هنري هاريسون 9 سنت – 18 أغسطس (أول ظهور على طابع أمريكي)
- سكوت 815 – جون تايلر 10 سنت – 2 سبتمبر (أول ظهور على طابع أمريكي)
- سكوت 816 – 11 سنت جيمس بوك – 8 سبتمبر (أول ظهور على طابع أمريكي)
- سكوت 817 – زكاري تايلور 12 سنت – 14 سبتمبر
- سكوت 818 – 13 سنتًا ميلارد فيلمور – 22 سبتمبر (أول ظهور على طابع أمريكي)
- سكوت 819 – فرانكلين بيرس 14 سنتًا – 6 أكتوبر (أول ظهور على طابع أمريكي)
- سكوت 820 – جيمس بيوكانان بقيمة 15 سنتًا – 13 أكتوبر (أول ظهور على طابع أمريكي)
- سكوت 821 – 16 ¢ أبراهام لينكون – 20 أكتوبر
- سكوت 822 – أندرو جونسون 17 سنت – 27 أكتوبر (أول ظهور على طابع أمريكي)
- سكوت 823 – 18 ¢ يوليسيس جرانت – 3 نوفمبر
- سكوت 824 - رذرفورد هايز 19 سنت - 10 نوفمبر
- سكوت 825 – الـ 20 سنت جيمس جارفيلد – 10 نوفمبر
- سكوت 826 – 21 ¢ تشستر آرثر – 22 نوفمبر (أول ظهور على طابع أمريكي)
- سكوت 827 – 22 ™ جروفر كليفلاند – 22 نوفمبر
- سكوت 828 – 24 ¢ بنيامين هاريسون – 2 ديسمبر
- سكوت 829 – 25 سنت ويليام ماكينلي – 2 ديسمبر
- سكوت 830 – 30 سنت ثيودور روزفلت – 8 ديسمبر
- سكوت 831 – 50 سنتًا ويليام هوارد تافت – 8 ديسمبر
- سكوت 832 – وودرو ويلسون بقيمة 1 دولار – 29 أغسطس
- سكوت 833 – وارن جي. هاردينغ بقيمة 2 دولار – 29 سبتمبر
- سكوت 834 – كالفين كوليدج بقيمة 5 دولارات – 17 نوفمبر (أول ظهور على طابع أمريكي)